# Visão (espiritualidade)

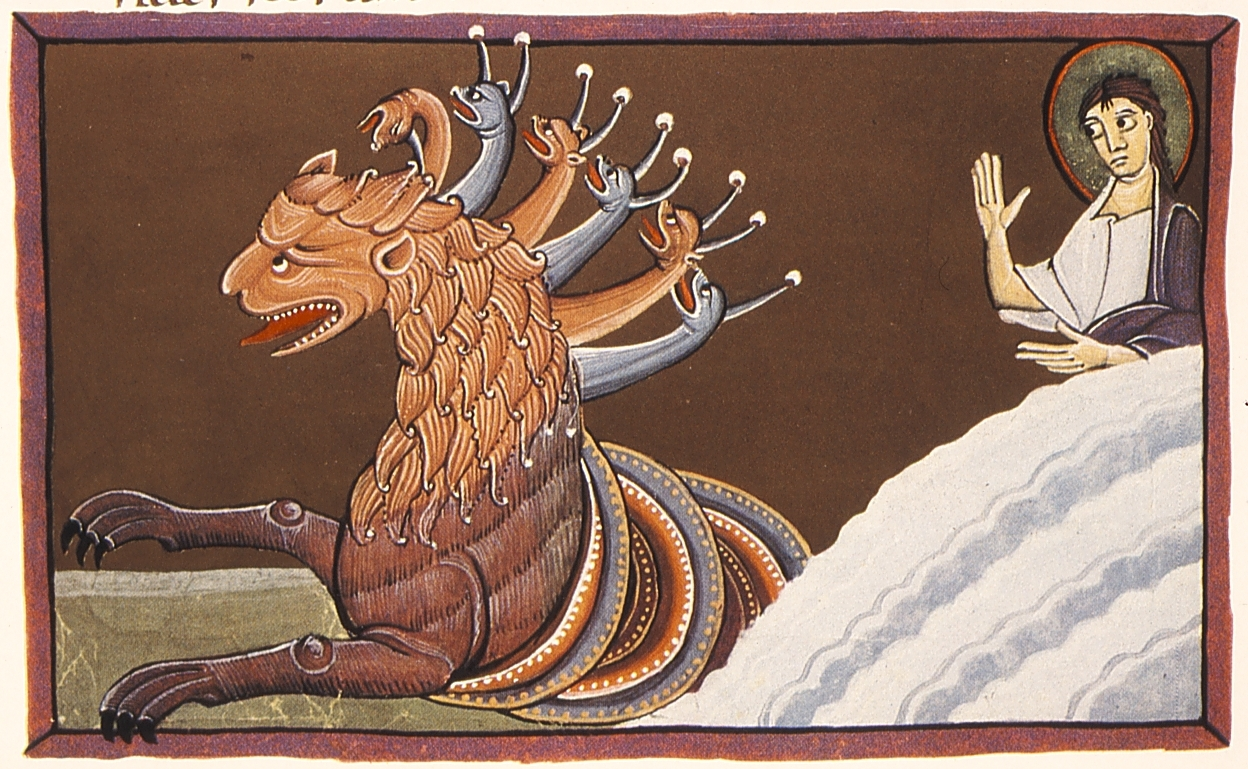
Desenho do Apocalipse de Bamberg. Segundo a tradição cristã, o livro do Apocalipse foi fruto de uma visão espiritual de João de Patmos.

Uma visão é algo percebido num sonho, transe ou êxtase religioso. Muitas vezes, é uma aparição sobrenatural que transmite uma revelação divina. Visões são geralmente mais claras que sonhos, mas possuem menos conotações psicológicas. Sabe-se que muitas tradições espirituais relatam a existência de visões. Profecias são geralmente associadas a visões.